# Simplicia bimarginata
Simplicia bimarginata là một loài bướm đêm trong họ Erebidae. Malaysia, Indonesia, New Guinea, Singapore, Sumatra, Borneo, the Philippines and Sulawesi. Weak antemedial and post-medial line. Hindwing with a similar sub-marginal line.

## Gallery

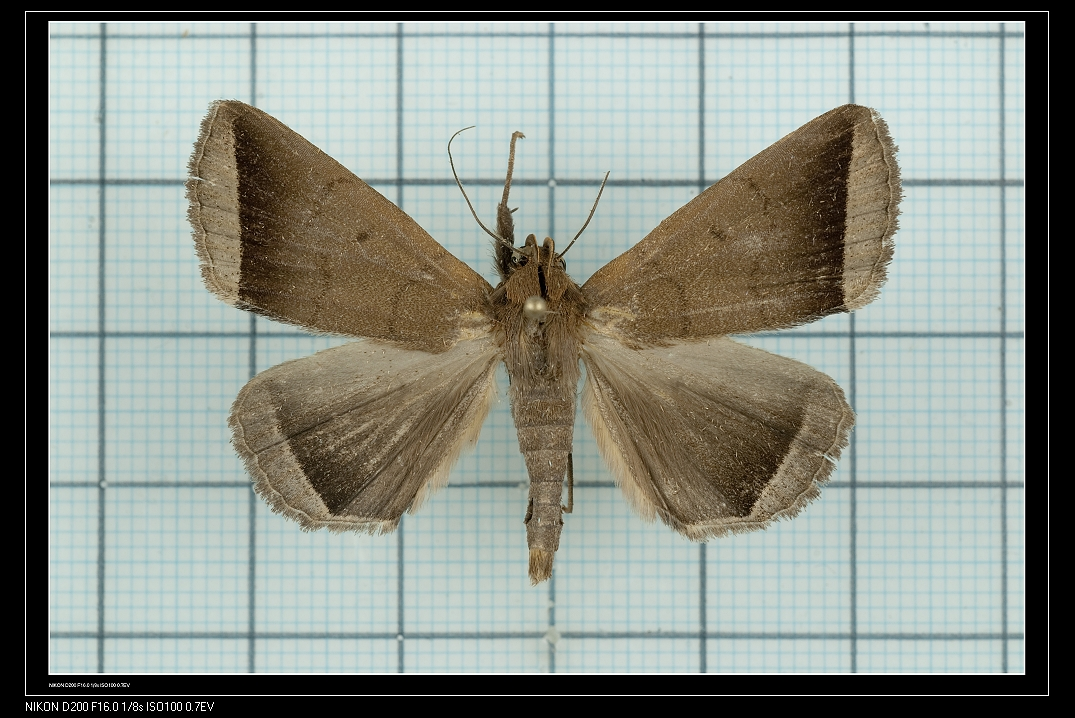
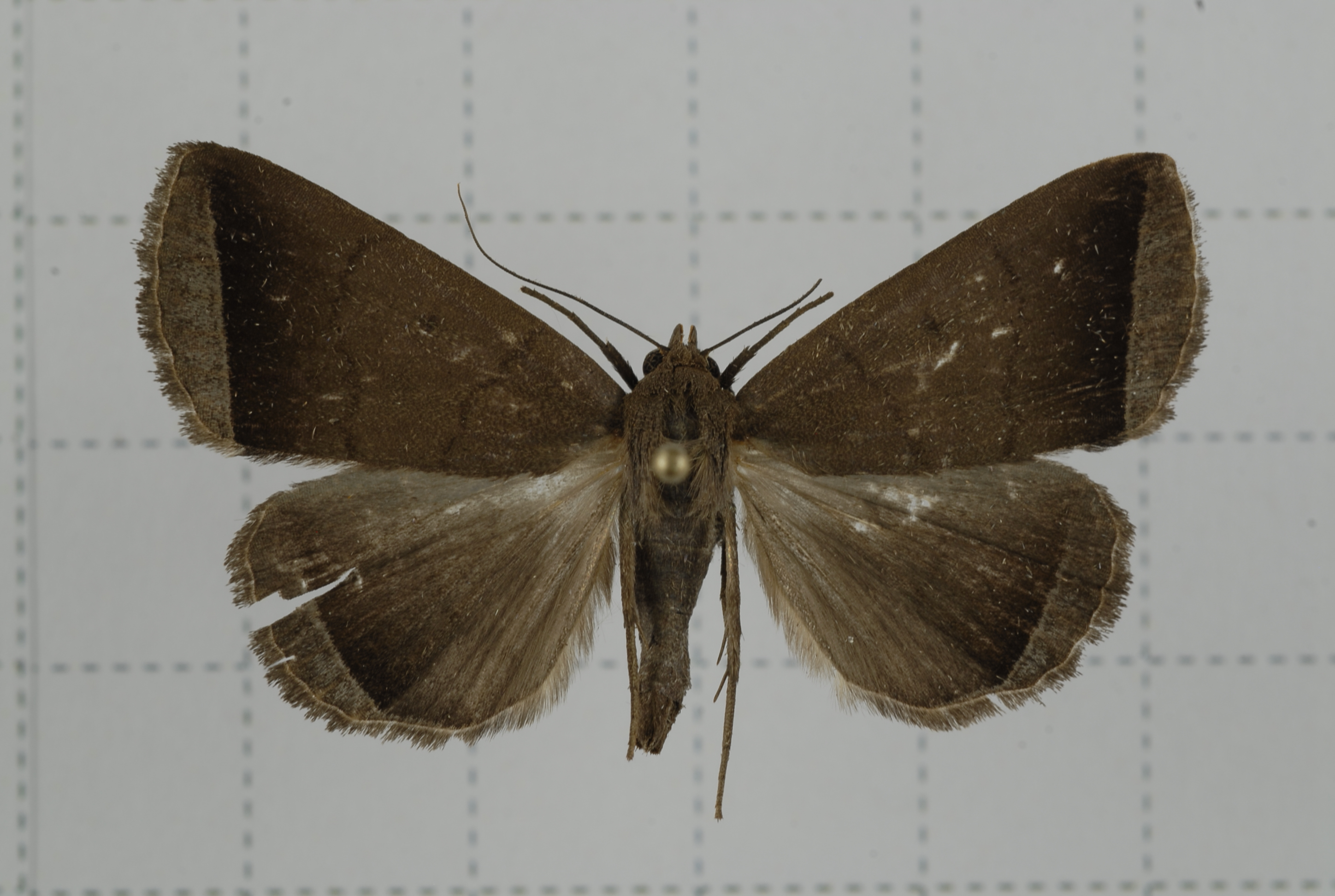
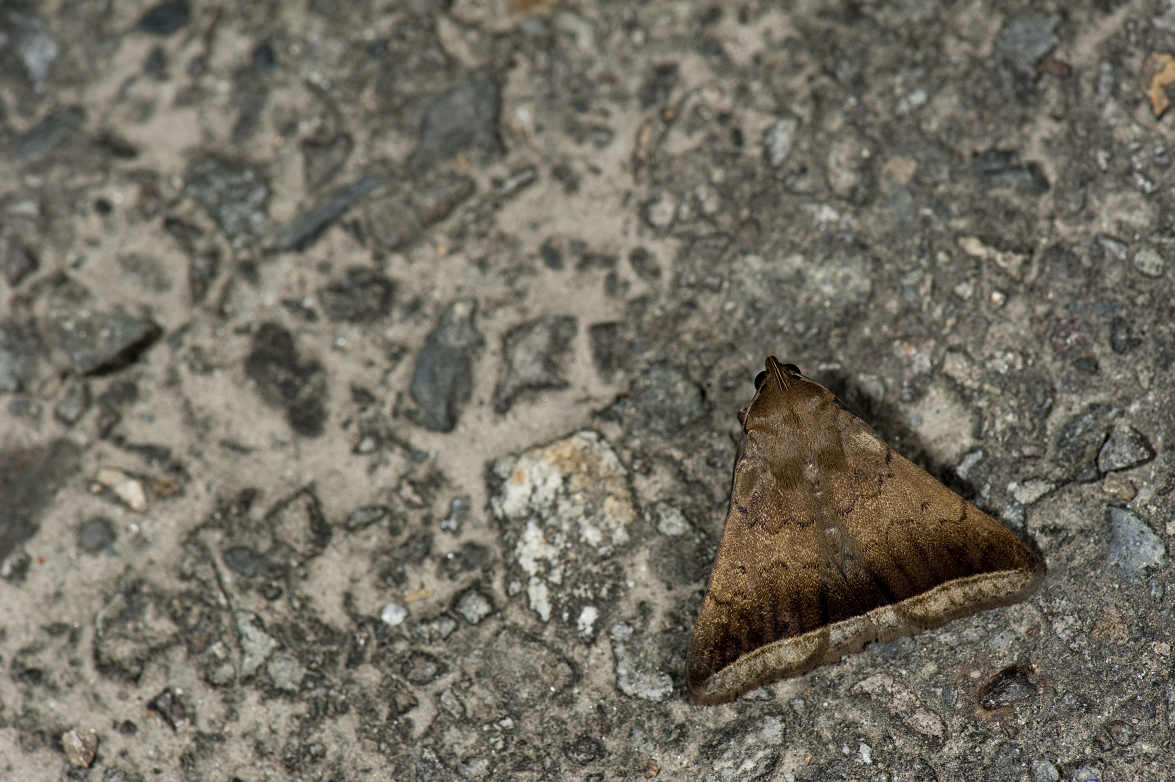
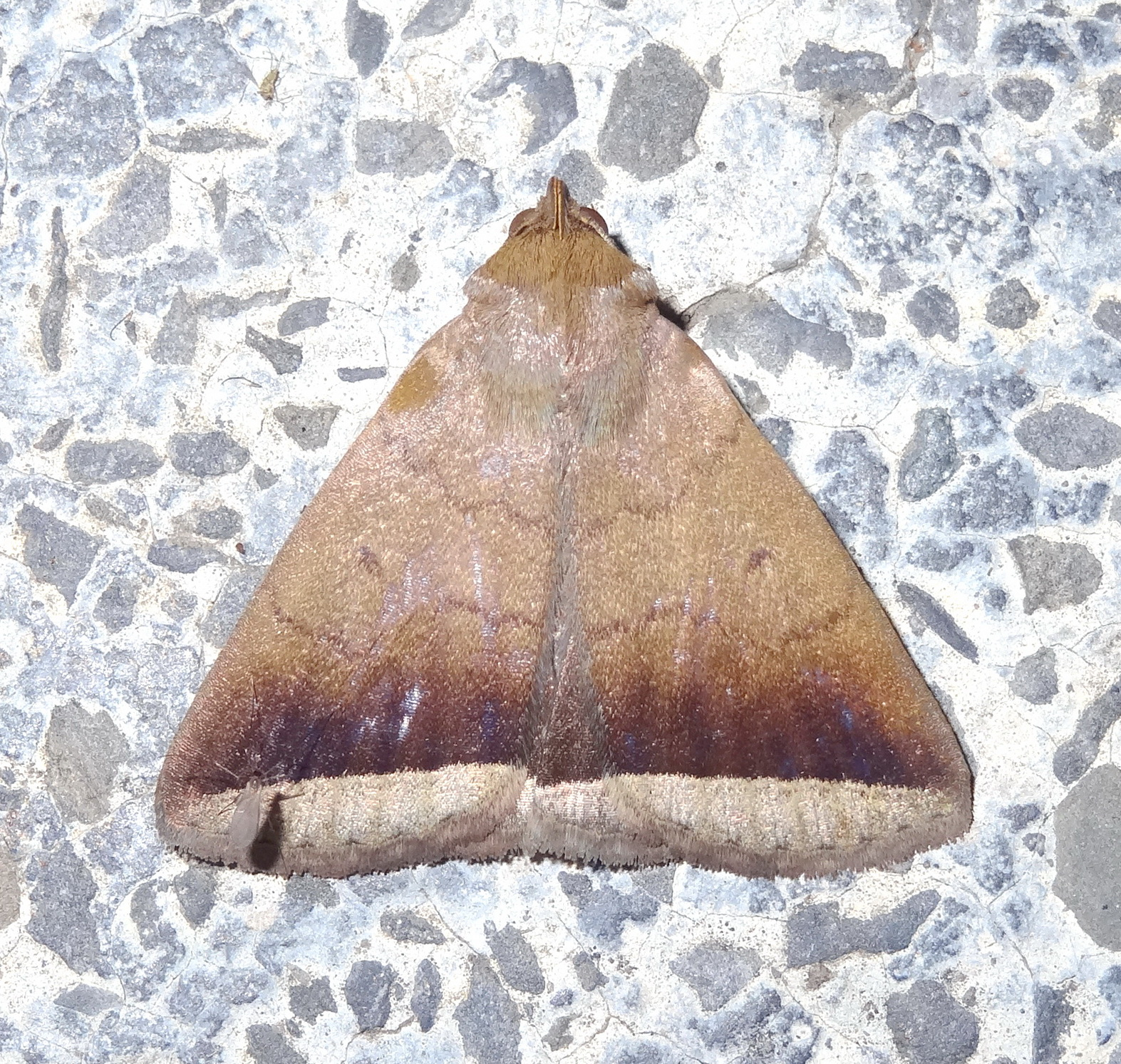